# Plaza de la Remonta
La plaza de la Remonta es una plaza de la ciudad de Madrid, localizada en el distrito de Tetuán y contigua a la calle de Bravo Murillo. El proyecto de la plaza, del que, en 1986, Pedro Montoliú señaló que se convertiría en la plaza porticada más grande de Madrid, de 11 000 m² de superficie se desarrolló sobre la base de un concepto similar al de la plaza mayor tradicional. Al igual que estas últimas es de carácter peatonal y los edificios de la plaza incorporan soportales. Arturo Ordozgoiti Blázquez y Álvaro Hérnandez Gómez fueron los responsables del proyecto y fue inaugurada en abril de 1987.
El área en el que se ubica la plaza había estado ocupada anteriormente por dependencias militares desde el siglo XIX, y también por una antigua cochera de tranvías.